# Номер до нагороди (США)
Номер до нагороди (англ. Award numerals) — в американській військовій системі нагородження — це металева цифра, яка носиться на певних відзнаках і нагородах військовослужбовцями Збройних сил США.
Номер до нагороди іноді іменується «нагородним номером», і є службовою відзнакою у системі нагороджень військовослужбовців Збройних сил США, який може бути дозволений для носіння на певних службових стрічках та стрічках медалей. Номери у вигляді арабських цифр мають бронзовий або золотий колір і мають висоту 3⁄16 дюйма. Арабські цифри носяться для позначення нагородження другою або наступною нагородою, за яку військовослужбовець вже отримав першу відзнаку або нагороду. Стрічка позначає першу нагороду, а цифри, що починаються з цифри 2, відображають загальну кількість нагороджень цією нагородою. Цифри 3⁄16 дюймів схожі на цифри 5⁄16 дюймів Strike/Flight, які носять військові ВМС і Корпусу морської піхоти США.

## Список нагород
Військові нагороди США, на які можуть кріпитися номери арабськими цифрами:
- Повітряна медаль
- Медаль за службу в резерві Збройних силах (тільки в поєднанні з літерою «М»)[2]
- Відзнака сержантського складу за вдосконалення якостей (цифри вказують на рівень закінченого курсу, а не кількість нагород)
- Відзнака за службу за кордоном
- Відзнака резервістів за службу за кордоном
- Нашивка за проходження курсу рекрутів військово-морських сил
- Медаль багатонаціональних сил і спостерігачів